# Xochitecatl
Xochitecatl  (lire "chotchitécatle") est un site archéologique précolombien situé dans l'État mexicain de Tlaxcala, à 18 km au sud-ouest de Tlaxcala. L'architecture principale date de la période préclassique moyenne (1000-400 av. J.-C.), mais l'occupation s'est poursuivie, avec une interruption majeure, jusqu'à la fin de la période classique, lorsque le site a été abandonné, bien qu'il existe des preuves d'activité rituelle datant des périodes postclassique et coloniale. Les ruines couvrent une superficie de 12 hectares au sommet d'un dôme volcanique,,.
Xochitecatl, contrairement à d'autres sites contemporains, semble avoir été un centre purement cérémoniel pour une population dispersée dans la campagne environnante plutôt que le centre d'une zone urbaine.